# Karakačani
Karakačani (Sarakačani) jesu pastirski narod u području Bugarske (Stara Planina), Grčke i Makedonije. Danas ih je u Bugarskoj preostalo između 5000 i 15 000, poglavito u području Slivena. Na području Grčke žive u znatnom broju.
Tradicionalni život Karakačana uništen je za vrijeme komunističkog režima. Posjedovali su velika stada konja i ovaca, poznata je kratkorepa karakačanska ovca crna runa koja se danas nalazi na pragu izumiranja i koju su nekada vjerojatno uzgajali i Kucovlasi na područjima Balkanskog poluotoka. Od mlijeka ove ovce Karakačani su proizvodili poznati kačkavalj, manur i beli mekani sir, a smatra se da su oni i prenijeli tehniku proizvodnje kačkavalja pastirima sa Stare Planine.
Druga poznata životinja koju su Karakačani držali bio je karakačanski pas, ovčar, s kojim su svoja stada gonili tijekom ljeta na Staru planinu. Zime su provodili u mediteranskoj Tračkoj i južnim obalama Crnog mora. Karakačani Bugarske i Grčke i danas se tradicionalno okupljaju na lokaciji Karandila u blizini Slivena.

## Jezik
Karakačanski govore Sarakacanikom, sjevernim grčkim dijalektom s puno arhaičnih obilježja. Carsten Høeg drži da nema važnih tragova stranih riječi te da se strani elementi ne mogu naći u fonologiji ili gramatici. Ima nekoliko riječi povezanih s pastirskim načinom života koje potječu iz arumunjskog, ali one su rezultat nedavnih dodira i gospodarske ovisnosti dviju grupa jedne o drugoj. U Bugarskoj Karakačani rabe i bugarski i grčki. Imaju kompleksne ili drukčije identitete, kao Karakačani, ali i kao Grci kao i Bugari. U Bugarskoj obično svoj etnicitet označe kao bugarski i govore bugarskim u većini situacija.

## Vanjske poveznice
- (engl.) GTP Sarakatsanoi Folklore Museum u Seru
- (grčki) Λαογραφικό Μουσείο Σαρακατσάνων
- (engl.) American Historical Review Honor, Masculinity, and Ritual Knife Fighting in Nineteenth-Century Greece The American Historical Review, 105_2 The History Cooperative
- (engl.) FYROM - History  Arhivirana inačica izvorne stranice od 23. srpnja 2008. (Wayback Machine) Macedonia From the Settlement of the Slavs to the Ottoman Empire